# Drum național 22
Der Drum național 22 (rumänisch für „Nationalstraße 22“, kurz DN22) ist eine Hauptstraße in Rumänien. In ihrem östlichen Teil (ab Brăila bis Ovidiu) bildet sie einen Abschnitt der Europastraße 87.

## Verlauf
Die Straße zweigt in Râmnicu Sărat vom Drum național 2 (zugleich Europastraße 85) nach Osten ab und führt über Balta Albă und weiter den Fluss Buzău querend und Șuțești nach Brăila, an dessen östlichem Rand sie den Drum național 2B (zugleich Europastraße 584) kreuzt. In Brăila trifft sie weiter auf den Drum național 21, den Drum național 23 und den Drum național 22B. Nunmehr zugleich als Europastraße 87 überquert sie mittels einer Fähre die Donau, folgt dann dem Donauarm Brațul Măcin nach Măcin, wo der Drum național 22D nach Südosten abzweigt. Weiter führt sie zunächst nach Norden, nimmt den von Galați kommenden Drum național 22E auf und wendet sich nach Südosten. In Isaccea nähert sie sich der Donau. Sie führt weiter zur Kreishauptstadt Tulcea, wo sie scharf nach Süden abknickt (die Stadt wird durch den kurzen Drum național 22G umgangen). Im Dorf Cataloi zweigt der Drum național 22A nach Südwesten ab. Der DN22 führt weiter über Babadag und die Einmündung des Drum național 22D nach dem nördlich von Constanța gelegenen Ovidiu, wo sie auf den Drum național 2A (zugleich Europastraße 60) trifft und an diesem endet.
Die Länge der Straße beträgt rund 286 km.